# Nuoto ai Giochi della VIII Olimpiade - 100 metri stile libero maschili
La gara dei 100 metri stile libero maschili dei Giochi di Parigi 1924 si disputò in tre turni il 19 e 20 luglio. Gli atleti partecipanti furono 30, provenienti da 16 nazioni.
Lo statunitense Johnny Weissmuller, allora detentore del record del mondo, conquistò il suo terzo oro olimpico dopo i successi sui 400m e sulla 4x200m. Weissmuller stabilì anche il nuovo record olimpico, migliorando per due volte il primato che apparteneva alla medaglia d'argento, il campione uscente Duke Kahanamoku, classificatosi secondo davanti al fratello minore Samuel.

## Primo turno
- Batteria 1

| Pos. | Atleta          | Nazione       | Tempo  | Note |
| ---- | --------------- | ------------- | ------ | ---- |
| 1    | Orvar Trolle    | Svezia        | 1'04"2 | Q    |
| 2    | Duke Kahanamoku | Stati Uniti   | 1'04"2 | Q    |
| 3    | Kazuo Onoda     | Giappone      | 1'05"4 |      |
| 4    | Charles Baillee | Gran Bretagna | 1'08"2 |      |
| 5    | Vlado Smokvina  | Jugoslavia    | 1'11"6 |      |

- Batteria 2

| Pos. | Atleta            | Nazione        | Tempo  | Note |
| ---- | ----------------- | -------------- | ------ | ---- |
| 1    | Samuel Kahanamoku | Stati Uniti    | 1'03"2 | Q    |
| 2    | Ernest Henry      | Australia      | 1'03"8 | Q    |
| 3    | Torahiko Miyahata | Giappone       | 1'04"2 | Q    |
| 4    | Henri Padou       | Francia        | 1'05"0 |      |
| 5    | Albert Dickin     | Gran Bretagna  | 1'06"0 |      |
| 6    | Stanislav Bičák   | Cecoslovacchia | 1'10"2 |      |

- Batteria 3

| Pos. | Atleta           | Nazione        | Tempo  | Note |
| ---- | ---------------- | -------------- | ------ | ---- |
| 1    | Clayton Bourne   | Canada         | 1'06"2 | Q    |
| 2    | Alberto Zorrilla | Argentina      | 1'08"2 | Q    |
| 3    | Viktor Legát     | Cecoslovacchia | 1'13"2 |      |
| 4    | Werner Kopp      | Svizzera       | 1'15"0 |      |

- Batteria 4

| Pos. | Atleta          | Nazione     | Tempo  | Note |
| ---- | --------------- | ----------- | ------ | ---- |
| 1    | Katsuo Takaishi | Giappone    | 1'04"0 | Q    |
| 2    | Ivan Stedman    | Australia   | 1'06"0 | Q    |
| 3    | Georg Werner    | Svezia      | 1'07"0 |      |
| 4    | Émile Zeibig    | Francia     | 1'08"0 |      |
| 5    | Gé Dekker       | Paesi Bassi | 1'11"8 |      |

- Batteria 5

| Pos. | Atleta              | Nazione       | Tempo  | Note |
| ---- | ------------------- | ------------- | ------ | ---- |
| 1    | Johnny Weissmuller  | Stati Uniti   | 1'03"8 | Q    |
| 2    | Alfred Pycock       | Gran Bretagna | 1'05"2 | Q    |
| 3    | Édouard van Zeveren | Francia       | 1'06"8 |      |
| 4    | Moss Christie       | Australia     | 1'07"2 |      |
| 5    | José Manuel Pinillo | Spagna        | 1'14"2 |      |

- Batteria 6

| Pos. | Atleta                 | Nazione        | Tempo  | Note |
| ---- | ---------------------- | -------------- | ------ | ---- |
| 1    | Arne Borg              | Svezia         | 1'05"4 | Q    |
| 2    | István Bárány          | Ungheria       | 1'08"4 | Q    |
| 3    | Julius Balasz          | Cecoslovacchia | 1'11"8 |      |
| 4    | Dionysios Vasilopoulos | Grecia         | 1'12"0 |      |
| 5    | Pieter Jacobszoon      | Paesi Bassi    | 1'12"2 |      |

## Semifinali
- Batteria 1

| Pos. | Atleta            | Nazione     | Tempo  | Note |
| ---- | ----------------- | ----------- | ------ | ---- |
| 1    | Duke Kahanamoku   | Stati Uniti | 1"01"6 | Q    |
| 2    | Samuel Kahanamoku | Stati Uniti | 1"02"2 | Q    |
| 3    | Katsuo Takaishi   | Giappone    | 1"02"4 | Q    |
| 4    | Orvar Trolle      | Svezia      | 1"02"6 |      |
| 5    | Clayton Bourne    | Canada      | 1:06"0 |      |
| 6    | István Bárány     | Ungheria    | 1"08"0 |      |
| -    | Torahiko Miyahata | Giappone    | -      | DNS  |

- Batteria 2

| Pos. | Atleta             | Nazione       | Tempo  | Note |
| ---- | ------------------ | ------------- | ------ | ---- |
| 1    | Johnny Weissmuller | Stati Uniti   | 1'00"8 | Q,   |
| 2    | Arne Borg          | Svezia        | 1'02"6 | Q    |
| 3    | Ernest Henry       | Australia     | 1'03"0 |      |
| 4    | Alfred Pycock      | Gran Bretagna | 1'05"0 |      |
| 5    | Ivan Stedman       | Australia     | 1'06"0 |      |
| 6    | Alberto Zorrilla   | Argentina     | 1'07"6 |      |

## Finale
| Pos.    | Atleta             | Nazione     | Tempo  | Note            |
| ------- | ------------------ | ----------- | ------ | --------------- |
| Oro     | Johnny Weissmuller | Stati Uniti | 59"0   | Record olimpico |
| Argento | Duke Kahanamoku    | Stati Uniti | 1'01"4 |                 |
| Bronzo  | Samuel Kahanamoku  | Stati Uniti | 1'01"8 |                 |
| 4       | Arne Borg          | Svezia      | 1'02"0 |                 |
| 5       | Katsuo Takaishi    | Giappone    | 1'03"0 |                 |